# Грубауэр, Филипп
Фи́липп Гру́бауэр (нем. Philipp Grubauer; 25 ноября 1991; Розенхейм, Германия) — немецкий хоккеист, вратарь клуба Национальной хоккейной лиги «Сиэтл Кракен».  Обладатель Кубка Стэнли 2018 года в составе «Вашингтон Кэпиталз».

## Карьера игрока

### Ранние годы
Грубауэр начинал свою карьеру в Германии, играя с 2006 года за клуб «Старбуллз Розенхайм». В следующем сезоне 2007-08 Грубауэр сыграл 23 игры за юношескую команду этого клуба и 5 игр за взрослую. После завершения сезона Филипп переехал в Северную Америку, чтобы играть за «Бельвиль Буллз» (ОХЛ). Во время сезона 2008-09 являлся резервным игроком, но в 2009-10 перешёл в стартовый состав, сыграв за клуб 31 игру. В 2010 году перешёл в «Уинсор Спитфайерз», выиграв с командой Мемориальный кубок.

### Клубная карьера
Филипп был выбран «Вашингтон Кэпиталз» на драфте НХЛ 2010 года в четвёртом раунде под общим 112-м номером. 4 октября 2010 года Грубауэр подписал трехлетний контракт с «Кэпиталз». В феврале 2011 года он тяжело заболел мононуклеозом и вернулся в Германию для лечения и восстановления.
В сентябре 2011 года Грубауэр впервые с момента выздоровления вышел на лед в тренировочном лагере «Вашингтон Кэпиталз». Во время болезни он потерял в весе 20 фунтов. После тренировочного лагеря Филипп был отправлен в команду «Саут Каролина Стингрейз», играющую в Хоккейной лиге Восточного побережья (ECHL). 12 октября он был вызван в фарм-клуб «Херши Беарс» из Американской хоккейной лиги (АХЛ), но не сыграл там ни одной игры и 23 октября вернулся в «Стингрейз».
8 ноября 2011 года Грубауэр был назван вратарём недели в ECHL (31 октября-6 ноября), а позднее и вратарем ноября.
В сезоне 2012-13 голкипер играл за клуб «Рэдинг Ройалс» в ECHL, совмещая игру с выступлениями за «Херши Беарс» в АХЛ. После того, как вратарь «Херши Беарс» Брэйден Холтби перешёл в основную команду «Вашингтон Кэпиталз», Грубауэр стал основным голкипером «Херши».
Дебют в НХЛ состоялся 27 февраля 2013 года против команды «Филадельфия Флайерз». Филипп вышел на замену Брэйдену Холтби и за 25 минут игры отразил 14 бросков. Матч закончился проигрышем «Кэпиталз» — 1:4.
9 марта 2013 года он впервые вышел в стартовом составе «столичных» в матче против «Нью-Йорк Айлендерс», который «Кэпиталз» проиграли — 2:5. В том матче Грубауэр отразил 40 бросков из 45.
В течение сезона 2014-15 голкипер неоднократно вызывался в «Кэпиталз», но провел в НХЛ только одну игру регулярного чемпионата против «Анахайм Дакс». В той встрече Грубауэр совершил 25 сейвов и был признан первой звездой матча.
18 апреля 2015 года Грубауэр стал первым в истории НХЛ немецким голкипером, вышедшим в стартовом составе на матч плей-офф Кубка Стэнли. За минувший сезон хоккеист провёл 49 матчей в регулярном сезоне АХЛ за «Херши Беарс», отражая 92.1% бросков при коэффициенте надежности 2.30, а также 7 матчей в плей-офф Кубка Колдера.
Летом 2015 года спортсмен подписал новый двухлетний контракт с «Кэпиталз» на сумму $ 1,5 млн.
19 октября 2016 года Грубауэр впервые в карьере сделал шатаут в НХЛ, не пропустив ни одного гола в игре с «Колорадо Эвеланш» (3:0) и отразив 18 бросков. В сезоне 2016/17 сыграл 24 матча и одержал 13 побед. В следующим сезоне стал играть более значимую роль в команде, проведя 35 матчей (15 побед). В плей-офф основным вратарём «Кэпиталз», которые выиграли Кубок Стэнли, был Холтби, Грубауэр появлялся на площадке только в двух матчах.
22 июня 2018 года Грубауэр вместе с Бруксом Орпиком был обменян в «Колорадо Эвеланш». На следующий день Грубауэр подписал с «Эвеланш» контракт на три года на 10 млн долларов. В сезоне 2018/19 сыграл 37 матчей и одержал 18 побед. В плей-офф был основным вратарём «Колорадо» и сыграл 12 матчей, из которых выиграл 7.
В сезоне 2019/20 делил время в воротах «Эвеланш» с чехом Павелом Францоузом. Грубауэр сыграл 36 матчей, из которых выиграл 18. В плей-офф провёл 7 матчей и выиграл 5, но получил травму по ходу второго раунда.
В сезоне 2020/21 показывал впечатляющую игру — в 40 матчах одержал 30 побед (второе место в НХЛ) и семь раз играл «на ноль», поделив первое место в НХЛ с Семёном Варламовым. В среднем немец пропускал всего 1,95 шайбы за матч. В плей-офф Грубауэр одержал 6 побед подряд и с учётом прошлого сезона довёл свою победную серию в плей-офф до 10, что ранее удавалось только 9 голкиперам в истории НХЛ.
28 июля 2021 года перешёл на правах свободного агента в новый клуб «Сиэтл Кракен». Грубауэр подписал 6-летний контракт на 35,4 млн долларов. 2 февраля 2022 года стал первым голкипером «Кракена», сыгравшим матч на ноль. В сезоне 2021/22 сыграл 55 матчей, одержав 18 побед, пропуская в среднем 3,16 шайбы за матч. «Кракен» не сумел выйти в плей-офф в своём первом сезоне в НХЛ.
29 января 2025 года Грубауэр был выставлен на драфт отказов где его никто не забрал и 30 января был отправлен в фарм-клуб Сиэтла «Коачелла Вэлли Файрбёрдс».

### Международная карьера
Грубауэр выступал за сборную Германии на нескольких международных турнирах. Он играл за сборную на Чемпионате мира 2008 года среди юниоров (до 17 лет). Сборная Германии заняла тогда 9-е место, но Филипп вошёл в символическую сборную чемпионата.
Через три месяца он был вызван в сборную для участия в юниорском чемпионате мира 2008 года. Германия заняла пятое место на турнире. Грубауэр был выбран лучшим игроком матча Канада — Германия, который завершился в пользу канадцев — 9:2.
В 2009 году в составе национальной команды он принимал участие в молодёжном чемпионате мире, но сборная Германии одержала победу только в одном матче, заняла 9 место и была отправлена в 1-й дивизион чемпионата следующего 2010 года.
На молодёжном чемпионате мира 2010 года в 1-м дивизионе Германия заняла первое место в группе, выиграв все пять игр и стремясь вновь вернуться в ТОП-дивизион турнира. Успех Германии был во многом связан с игрой Грубауэра.
В 2011 году Филипп вновь выступал за сборную на молодёжном чемпионате мира, но Германия выступила так же, как и в 2009 году и заняла лишь 10-е место, отправившись обратно в 1-й дивизион чемпионата следующего года.
Грубауэр вошёл в состав вратарской бригады сборной Европы на Кубке мира 2016 года вместе со словаком Ярославом Галаком и своим соотечественником Томасом Грайссом.